# Biagio Pogliano
Biagio Pogliano (Torino, 1896 – 1956) è stato un imprenditore e inventore italiano.

## Biografia
Nato a Torino in condizioni di indigenza, ottenuta la licenza elementare nel 1907 lavorò fino allo scoppio della prima guerra mondiale come muratore, frequentando nel frattempo le scuole serali. Arruolato in aeronautica, prestò servizio militare al fronte per tutta la durata della guerra. Tornato a Torino intraprese l'attività di elettricista in proprio e poi come comproprietario di una cooperativa romana, l'ACER.
Nel 1926 entrò a far parte dell'azienda paterna, fondata il 1º ottobre 1910, la Paolo Pogliano e Figli, ditta di manutenzione elettrica che lavorava per lo stabilimento della Fiat Lingotto e con altri clienti. Negli anni trenta vinse la gara di appalto per l'elettrificazione della Fiat Mirafiori.
Nel 1942 introdusse sul mercato il primo condotto sbarra europeo, che dal 1943 chiamò Blindosbarra, il cui marchio registrato è proprietà della ditta Pogliano BusBar srl.
Morì il 12 gennaio 1956, dopo aver costruito dal nulla una delle aziende protagoniste della ricostruzione industriale italiana.